# لقاء السحاب (مسلسل)
لقاء السحاب مسلسل مصري، انتج عام 2004 من إخراج هاني لاشين ومن تمثيل عزت العلايلي، كمال الشناوي، عبد المنعم مدبولي، ليلى طاهر وميرنا المهندس.